# Gaëtan de Rochebouët

Gaëtan de Rochebouët

Gaëtan de Grimaudet de Rochebouët (* 16. März 1813 in Angers; † 23. Februar 1899 in Paris) war ein französischer General und Politiker.

## Leben
Nach dem Abschluss der École polytechnique im Jahr 1831 wurde er Offizier und nahm als General an Schlachten während des Zweiten Kaiserreiches und im Deutsch-Französischen Krieg teil. Dabei diente er unter dem späteren Präsidenten der Dritten Französischen Republik, Marschall Patrice de Mac-Mahon.
Im November 1877 bildete er als Nachfolger von Albert de Broglie ein Übergangskabinett. Die Opposition sah in dem neuen Premierminister jedoch ein gefügiges Werkzeug des Präsidenten und verweigerte die Zusammenarbeit mit Rochebouët. Die Drohung der Ablehnung des Haushalts führte dazu, dass Mac-Mahon bereits im Dezember 1877 den Premierminister wieder entließ und den früheren Premierminister Jules Dufaure berief.
Rochebouët wurde 1871 als Großoffizier der Ehrenlegion ausgezeichnet.